# Brazilski Indijanci – popis po državama

## Acre
Amawáka, Amena-Diapá, Amoeca, Arara do Acre (Shawanauá), Araráwa, Culina, Iawano (Iawavo), Kampa, Kanamari, Kapanawa, Kapechene, Karipuna, Katianá, Katukina do Acre (Wanináwa, Shanenawa), Katukinarú, Kaxinawá, Kontanawa, Koronáwa, Kujijener, Kuria, Kuyanawa, Mainãna, Mainawa, Manitenéri, Marinawa, Mastanáua, Maxinéri, Nukuini, Pakanawa, Papavô, Poyanawa, Remo, Runanawa, Sakuya, Simarunan, Sumaniry, Tawarí, Tukurina, Tuxináwa, Xanináwa, Xanindaua, Xipináwa, Yaminawa, Yauavó, Yauei, Yawanawá, Yunbanáwa, Yura.

## Alagoas
Jiripancó (Jeripancó), Kaeté, Karapotó, Kariri-Xocó, Natú, Pratió (Prakió), Tingui-Botó, Wakona (Aconã), Wassu, Xokó, Xukuru Kariri.

## Amapá
Amikuân, Apalaí, Aramayú, Ariane, Arowárge, Curanaue, Emerillons, Galibi, Galibi Marworno, Haritiahán, Hixkaryana, Itutan, Karanariú, Karipuna do Amapá, Kurukuan, Kusari, Makapa, Mapruan, Maraón, Marauní, Maricoupi, Mayé, Meneiôu (Menejou), Novêne (Noyenne), Oivanéka, Ouranayôu, Palikur, Parakóto, Pino, Tokayó, Tomokôn, Tukuiú, Wabói.

## Amazonas
Abacaxi, Aí-tapuio, Aiçuare, Akanga-Piranga, Alaruá, Amena-Diapá, Andiras, Anhagatí-ninga (Anhangatininga), Anibá, Apairandé, Apiaká (Apiacá, Apingui, Tapê-iting), Apurinã (Ipurina), Aracadaini, Arapáso, Arara do Amazonas, Arara-tapúya, Araraibo, Arauakí (Aruaqui), Arawá, Arawak, Arihini-Baré, Aripuaná, Asawinawí, Atroari, Aukuruí, Awádzurunai, Awakatxí, Bahuána (Pootarí), Banavá-Jafi, Baníwa, Baníwa do Içana, Bará (Makú Bará), Barasána (Bará, Barasano, Pokanga, Pokanga-tapuia), Baré, Barururu, Baua, Bauna, Ben-Diapá, Betóya, Boanari (Bonarí), Buhágana, Buiarua, Burué, Cabinari, Cachapan, Cacygara, Cauiria, Chipará, Culina, Curacirari, Cuximiraíba, Cuxixiniary, Demakuri, Deni, Desana, Epamaçã, Guahajaribo, Guaharibo (Shirisana, Xirixaná), Guaipina, Guanarú, Guanavena, Guariba, Guaríua (Cuiria), Guayoana, Guianaú, Heuadiê, Himarimã, Hixkaryana, Hohodene (Huhuteni), Hon-Diapá, Hupdá, Ibanoma, Ihini-Baré, Imainauan, Ingarikó, Irurí, Issé, Itipuna, Iuaparé (Ivaparé, Aré), Jakareguá, Jarawara, Jaúna, Júma, Juriti (Wahyara, Juriti, Yurutí-tapúya), Kabokena, Kaburisêna, Kadekili-Diapá, Kadiú-Diapá, Kafuâna, Kaha-Diapá, Kanamanti, Kanamari, Kapaná, Kapuêna, Karafawyana, Karaguâna, Karahiarü (Caríai), Karapanã, Karará (Karatá.Yána), Kararueni, Karútana, Katarioni, Katawixi, Katoayari, Katuena, Katuixi (Katawisí), Katukina (Katukina do Jutaí), Katukina do Juruá, Kauni, Kaupúna, Káwa-tapúya, Kawakáwa, Kawauri, Kaxarari, Kayuisana, Kokama, Komani (, Korêkarú, Koripáka, Korokoró-Tapuya, Koronáwa, Korubo, Kuatí-tapúya, Kubéwa (Cubeo), Kueretú, Kulina Pano, Kumayari, Kuniba (Konibo), Kuri, Kuria, Kuriató, Kuruawá-Tapuia, Kustanáu, Kutiá-diapá, Kutxiuára, Kuxiíta, Makú, Maku Dow (Dow), Mamori, Manao, Manatanauý (Manatanawý), Mandawaka, Manititâna (Manitivitana), Marabitana (Maripisana, Maribitâna), Maraguá, Marajona, Marawá, Mariaté, Marima, Marimam (Marimã), Maripá, Marö-Diapá, Marubiu, Marubo, Marukuevêne, Masarari, Matanawí, Matís, Matsés, Mauá-tapuia, Máulieni, Mawaiâna (Mawayana, Mauaiana), Mawé, Mayá, Mayapêna, Maynés, Mayu, Mazarines, Mepurí, Micura-tapuia, Mirânia (Miranha), Miriti (Neenoã), Morerebi, Morua, Munduruku, Mura, Mutuan, Nadêb, Nauna, Nhumaciára, Omágua, Onikoré, Orokotó, Padauari, Páka-Tapuya, Pakú-tapúya, Pakidái, Pama, Pamana, Papateruana, Paraimanari, Paraiuára-Tapuia, Paraparixana (Paranapixana), Parawa, Pariana, Pariki, Parintintin, Pariri-Arara, Pariuare-tapuia, Pariwáya, Passé, Pato-Tapúya (Ipeca, Ipeca-tapuia), Pauki, Paumari, Pauxiâna, Pawâna, Peras, Periquitos, Pira-tapúya, Pirahã, Piranya, Piruca-Nurá, Pisá-Tapuya, Sewaku, Simarunan, Sipó (Cipó), Siusi-Tapuya, Sukuriyú-tapúya, Sumaniry, Surára, Suriána (Sarirá, Surirá, Suryena), Tagari, Taipe-Xixí, Tapiíra-tapúya, Tariána, Tarumá, Tatú-tapúya (Tatu-Tapuia, Adzáneni, Azáneni), Tawarí, Tenharin, Tobatxâna, Torá, Tororí, Trapajosos, Tsunhum-Djapá (Tsohom Djapá), Tukano, Tukara, Tukun-Düapá, Tukúna (Tikuna), Tupi-Kawahib, Tupinambarana, Tuxináwa, Tuyúka, Txunhuã-djapá, Uaupé, Uiriná, Urubú-diapá, Urubú-tapúya, Urumanáwe, Ururu-dyapá, Usá-Tapúya, Viatan, Wadyo-parani-dyapá, Waiká, Waikino, Waimiri, Waimiri Atroari, Wainamarí, Wairúa, Waiwái, Wanana, Wanumá, Waraikú, Warekena (Arekêna, Uarequena, Uerequena, Werekena), Wasabü, Wauwarate, Wáya, Wayampi (Oyampi), Wayana (Oyana), Witoto (Uitoto, Huitoto), Xamatari, Xaranáwa, Xereu, Ximaniry, Yabaana, Yabuti-Txitxi, Yaguanai, Yahúp, Yamamadi, Yanomami, Yauaperá, Yaúna, Yawareté-tapúya, Yi-Tapuya, Yibóya-tapúya, Yoemamái, Yuberí, Yufíwa, Yumána, Yupuá, Yuri, Yurimagua, Yurupari-tapúya, Zapukáya, Zoró, Zuana, Zurina, Zuruahă, Zuwihi-madiha.

## Bahia
Aimoré, Akroá, Amoipira, Arikosé (Aricobé), Baenã, Botocudo, Caimbé (Kaimbé), Gerén (Gueren), Huamói (Atikum), Imboré, Kamakan, Kamarú-Kariri (Camuru), Kanarín, Kantaruré, Kariri, Katrimbí (Catrimbi, Katembri), Kipeá (Kiriri), Krekmún, Manaxó, Maniân, Maraká, Masakará, Maxakali, Monoxó, Nokg-Nokg, Okrên, Orizes, Pankararé, Pankararu, Pankaru, Papaná, Pataxó, Pataxó Hãhãhãe, Payayá, Periá, Pontá, Rodelas, Sacracrinhas, Sapuya (Sabuja), Tobajara, Topín, Tukanusú, Tupiná, Tupinambá, Tupinikin, Tuxá, Xakriabá.

## Ceará
Acriú, Akonguasú, Anasé, Baturité, Icozinhos, Iñamún, Jaguaribara, Jaguruána, Jenipapo (Genipapo), Juká, Kalabása, Kanindé, Karatiú, Kariri, Kariú, Kixelô, Kixexêu, Payakú, Pitaguari, Potiguara (Pitiguar), Reriiú, Tapeba, Tobajara, Tremembé, Xokó.

## Espírito Santo
Ankêt, Botocudo, Gê-poróca, Guarani, Guarani Mbiá, Minián Yirúng, Munhungerum, Nakrehé, Papaná, Poütxá (Poyicá), Purí, Puri-Coroado (Coroados), Temiminó, Tupinikin.

## Goiás
Anikún (Anicum), Avá (Avá-Canoeiros), Cradaho (Gradahó), Goyá, Inhajurupés, Kayapó, Kenpókateye, Mákamekra, Nyurukwayé, Ponrekamékra, Tapakuá, Tapuia (Tapuya, Tapuyos), Tapuia (Tapuia Xavante), Xavante.

## Maranhão
Akroá, Akroá-Gaméla, Amanayé, Anapurú, Arañi (Aranhí), Arayó, Barbados, Berintim, Caicaizes, Canela Apâniekra, Canela Ramkókamekra, Gamelas (Gamellas de Vianna, Gamellas de Codó, Gamellas), Gavião do Maranhão (Pykopjê, Gavião-Katige), Gegé, Guajá (Awá, Avá), Guanaré, Guaxiná, Igaruana, Itapexim, Itapuranda, Kahikahü, Karaôu, Koroatá, Krahô, Kre-Pumkateyé (Krẽyé de Cajuapará), Krẽyé (Kreje, Krenje, Krengê, Krem-yê), Krikatí, Kukóekamekra, Kururi, Pirarães, Pobüé (Pobyé, Pobzé), Ponrekamékra, Tembé, Tenetehara, Timbira, Tobajara, Tremembé, Tupi-Uara, Tupinambá, Txakamekrá, Uruatí, Urubu.

## Mato Grosso
Achipaye, Acioné, Agavotokueng, Ampaneá, Apiaká (Apiacá, Apingui, Tapê-iting), Arae, Araparez, Arara do Aripuanã (Arara do Beiradão), Arawine, Arino, Aripuaná, Aruá, Auanamary, Auwauwiti, Aweti (Aueti, Auetö, Auêtê), Bakairi, Boróro, Buritiguara, Caiparez, Carunan, Caxiniti, Cigananery, Cinta Larga (Matétamãe), Curuaty, Galera, Guajaratas, Guapindaya (Guapindaye), Guató, Ipatcê, Ipé-Uhú, Ipewi, Irantxe, Ispinó, Itogapúk, Jacaré, Juruena, Juruna (Yuruna, Yudjá), Kalapálo, Kamayurá, Kánoa, Karajá, Kasinití, Kayabi, Kayamo, Kayapó, Kongorê, Koroá, Koxiponé (Coxipó), Kozarini, Kreen-Akarôre (Panará), Krixá, Kuikuru, Kuikutl (Guikurú), Kukurá, Kustenau, Mainbaré, Mamury, Manairisu, Mané, Manitsauá, Matanawí, Matipu, Matipuhy, Mehinaku, Morcegos, Mururá, Mynky, Nahukwá, Nambikwara do Campo, Nambikwara do Norte, Nambikwara do Sararé, Nambikwara do Sul, Naravute, Paicici, Pakova, Parabazane, Pareci-Kabixi, Paresi, Pauxí (različiti od istoimenih iz države Para), Pena, Rikbaktsa, Salumã (Enauenê-Nawê, Enauenê-Naué, Salumá), Saraveka, Suyá, Tamararé, Tapayuna (Tapanhuna, Tapanhuma, Beiço de Pau), Tapirapé, Timaoán, Trumai, Tsuva, Turumati, Txané, Txapakúra, Txikão (Ikpeng), Txukahamãe, Umutina, Uyapé, Vanherei, Waimaré, Waintasú, Waurá, Xakuruína, Xarai, Xavante, Xiapuriniry, Xiquitano, Yarumá, Yawalapití, Zoró.

## Mato Grosso do Sul
Abatihe, Beaquêo, Bentuebeo, Echoarana, Edjéo (Ejibedogui, Ejueo, Epjibegodegí), Guadaxo, Guaikurú, Guairábe, Guarani, Guarani Kaiwá, Guarani Nhandéva, Guató, Guatxi (Guachi, Guaxarapo), Ikatxodéguo, Kadiwéu, Kamba, Kinikináo, Kurumiá, Kutaguá, Laiana, Mbayá, Nalimega, Nambikwara, Nuara, Ocoteguebo, Ofayé, Pakaléke, Payaguá, Terena, Txané, Vanherei, Watadéo.

## Minas Gerais
Abaeté, Aranân (Aranã), Ararü (Arary), Bakué, Boróro, Botocudo, Cachiné, Etwét (Ituêto), Goyaná (Guaianá do Pirapytá), Guarino, Guarulhos, Gut-Craque (Gutucrac), Kaingang, Karajá, Karapanaúyána, Kataguá, Kaxixó, Kayapó, Koropó, Kotoxó, Krenak, Kumanaxó, Makoni, Malalí, Manaxó, Mapaxó, Maxakali, Mekmek, Monoxó, Naknianúk, Nakrehé, Naque-namu, Naque-Nhepe, Okômoyána, Panhame, Panpân, Paraxín, Pataxó, Poten, Poütxá (Poyicá), Purí, Tembé, Tupiná, Tupinambá, Xakriabá, Yiporok (Giporoc).

## Pará
Anféhh.ne, Akuriyó, Amanajú, Amanarawá, Amanayé, Amuimó, Anajá, Anambé, Anfíka, Animpokóimo, Antimilême, Apalaí, Ápama, Apehou, Apotianga, Apotó, Arakajú, Aramagóto (Arámayána), Arañi (Aranhí), Arapiyú, Arára do Pará (Ukarãgmã, Ukarãngmã, Araras, Arara), Arárau, Aratú (Aritu, Cuçary), Arawahô, Arawak, Araweté, Arayó, Arimihotó (Arimiyána), Asuriní do Tocantins, Asuriní do Xingu, Atúma, Awásene, Awi, Benaré, Bichareerem, Carapeuara, Caripurá, Charúma (Xáruma), Chichayákere, Chiriwiyána (Tchiriwiyána), Diáu, Duludy, Dióre (Usikring, Sikri, Dyóre), Emerillons, Ewarhoyána, Faranakarú-Mawari, Faruarú, Gavião do Pará (Gavião do Mãe Maria, Parkatejê), Gorotire, Guahuara, Guaipina, Guajá (Awá, Avá), Guajará, Hiawahím, Hichkaruyána (Uruá), Hixkaryana, Honikó-imo, Hulariniam, Ichitchwáyana, Igapuitariyra, Ingahíba (Ingahyba, Nheengahyba), Ingarüne (Tchikaridjana), Inheiguara, Ituyána, Jakundá, Jamundá, Járupi, Joane, Jundiahi (Jundiahy), Juruna (Yuruna, Yudjá), Kaapina, Kahyana, Kaikuidyana, Kaikuxiâna, Kalina (Karina), Kamarapin, Kamáreyána, Kambóka, Kapaíre, Karafawyana, Karaháuyána, Karajá, Karambú, Kararaô, Katawian, Katuena, Kaüaná, Kaxuyana, Kayabi, Kayagádjana, Kayapó, Koani, Kokraimôro, Konduri, Kraptê, Kreen-Akarôre (Panará), Kuáyána (Keháyána), Kubenkrangnotí, Kubenkrankégn, Kukyána, Kumiyána, Kumuyána, Kupen-rop, Kuriató, Kuruáya, Kurúmuyána, Kurupitü, Maipuridjana, Makapaí, Mamayaná, Manikuéra, Maopitian (Mawakwa, Mawákua, Mapidian, Mapidians, Maopityan), Mapuá, Marácha, Marachó (Marah.tchó, Maradjó, Marajó), Marawaná, Matchukiu, Mawaiâna (Mawayana, Mauaiana), Mawé, Mek.yána, Menkrangnotí, Merêwá, Mohéyána, Munduruku, Mureyána, Muriva, Ñawañen, Nêrêyó, Opuluí (Opuruí), Ororikó, Ouayéoués, Pachkyána, Pakaanova, Pakajá, Pãkufádjana, Parakanã, Parik.yána, Parikotó, Parintintin, Pariri, Patagádjana, Pauxí (Pawiyána), Pianoi, Pianóika, Pianoisi, Pianokotó, Piapái, Prêh.noma, Prôu.yána (Práuyána), Ptaitóno, Puchúma, Puináve, Purukaród, Rêpeworiworimó, Rereyána, Sakáka, Salumã (Enauenê-Nawê, Enauenê-Naué, Salumá), Sapupé, Seribá (Seribaimë), Sikiana (Chiquena), Siparigóto, Suruí do Tocantins, Tagari, Taipe-Xixí, Takayúna, Tanyána, Tapajó, Tapakurá, Tapiráwa, Tapuiusú, Taripiyó, Tchágoyána, Tcháuráumare, Tcháwiyána, Tcherêu (Serêú), Tchiháyána, Tchorôayâna, Tchumortá, Tchurutáyána, Tembé, Timbó, Timirém, Tiriyó, Tocantin, Totó, Totó-Imó, Totókumu, Totoró, Tunayana (Okoimoyána), Tupinambá, Tupinambarana, Turiwara, Uayamanã, Upuruí, Urini, Urubu, Urumán.yána, Urupá (Gurupá, Arupá), Ururucú, Wabói, Waiwái, Waihayána, Wanapú, Wapixana, Wár.yána, Warikyana (Arikêna, Arikiená), Waripi, Wayampi (Oyampi), Wayana (Oyana), Wayarikuré, Wêyána, Woiremêyána, Wonawá (Wanawá), Worêyána, Woyárama, Xereu, Xikrin, Xipaya, Yaiheyána, Yaskuriyána, Yawáremeyána, Zo’é, Zurumata.

## Paraíba
Icozinhos, Ikó, Kaeté, Kanindé, Kipéa-Karirí, Korêma, Panatí, Potiguara (Pitiguar), Tobajara, Xukuru.

## Paraná
Avá-Guarani, Bituruna, Cuimãs, Goyaná (Guaianá do Pirapytá), Gualatxí, Guarani, Guarani Kaiwá, Guarani Mbiá, Guarani Nhandéva, Guayakí, Guayanán (Guayanã), Ivytorokai, Kaingang, Karijó, Taven, Xetá.

## Pernambuco
Abaré, Dzubukua, Fulnio (Fulnió, Fulni-ô, Fulniô, Yatê, Carnijó, Karnijó), Garañun, Huamói (Atikum), Ichú (Exú), Kaeté (Caeté), Kambiwá, Kapinawá, Karipó, Kuéskue, Pankararé, Pankararu, Pimenteiras, Pipipan, Potiguar, Prajé (Pragé), Proká, Tamankin, Tobajara, Truká, Tupinambá, Tuxá, Viatan, Vouê, Xokó, Xukuru, Xukuru Kariri.

## Piauí
Akroá, Gegé, Jaikó, Kariri, Okongá, Pimenteiras, Putü (Puty), Quitaiaiú, Takarijú, Xakriabá, Xerente.

## Rio de Janeiro
Goyaná (Guaianá do Pirapytá), Guarani, Guarani Kaiwá, Guarani Mbiá, Guarani Nhandéva, Guarú, Kaingang, Maionomi, Parahüba (Parahyba), Pitá, Purí, Sakarú, Tamoyo, Tupiguarani, Tupinambá, Tupinikin, Waitaká (Goitaká, Goytacá), Xumetó.

## Rio Grande do Norte
Ikó, Korêma, Otxukayâna (Jandoim, Jandoin, Tarairyouw, Tarairüouw, Tarairiu, Otshukayana), Panatí, Pegas, Potiguara (Pitiguar).

## Rio Grande do Sul
Arachane, Avahuahü, Caaró, Genóa (Guenoa), Guanãná, Guarani, Guarani Mbiá, Jaguanans, Kaaguá, Kaingang, Karijó, Minuano, Patos, Pinaré, Tape, Tupiguarani.

## Rondônia
Abitana-Waninân, Aboba, Aikaná (Massaká), Ajuru (Wayoró), Amniapé (Koaratúra), Arara-Gavião (Arara do Rio Machado, Karo, Urukú, Urucu), Arikapu, Arikem (Arikên, Arikeme, Arikéna), Aruá, Aruaxi, Arupái (Urupaya), Baepuat, Besitiakáp (Bicitiacap), Boca Preta,  Burué, Camajari (Kamajari), Cinta Larga (Matétamãe), Gavião (Gavião de Rondônia, Ikõrõ, Digüt, Digut), Guajejú, Guaratégaja, Guarayo (Guarayú), Guimaras, Huari (Columbiara, Corumbiara), Ipotuát (Ipotewát), Itogapúk, Jabuti, Jakariá, Jaru, Kabixiana, Kanoê (Kapixaná), Karipuna, Karitiana, Kautarío, Kaxarari, Kepkiriwát, Koaiá (Kwazá), Kreném, Kujubim (Miguelenho), Kujuna, Kumaná, Lambi, Maba, Majubin, Makuráp, Matáwa, Mekén, Mialat, Mondé (Salamai), Ñadiríwa, Nambikwara do Campo, Nambikwara do Norte, Navaité, Nênê, Numbiaí (Orelha de Pau), Pakaanova, Paleten, Palmelas, Papamiê, Paranawat, Parintintin, Patiti, Paumelenho, Potiguara (Pitiguar), Puruborá, Puxakáze, Ramarama, Sakirabiap, Suruí Paíter, Takuatíb, Tapicaris, Tapoáya, Tucurupis, Tukumanféd, Tupari, Tupi do Gi-Paraná, Tupi-Kawahib, Txapakúra, Uaião (Xari, Uairi), Uaindizê, Uaiticuzê, Uru Pa In, Uru-Eu-Wau-Wau, Urukuái, Urumí, Urunamakan, Urupá (Gurupá, Arupá), Urutundê, Wanüân, Wiraféd, Wômó, Xaí, Yabutiféd, Zoró.

## Roraima
Acarapis, Aiwaterí, Amariba, Asepangong, Atroari, Awaké (Auaké), Aoaqui, Aoaquis), Barawâna, Damanivá, Eliang, Guaharibo (Shirisana, Xirixaná), Ingarikó, Iporocotó, Karibe, Karimé, Kexéruman, Kuatatére, Maitá, Makú, Makuxi, Mandawaka, Marakanân, Maraxitére, Mawawa, Mayongong (Yekuana), Mo-Noikó, Pairitiri, Pakatái, Pakidái, Parahorí, Parátiri, Paraviâna, Pariki, Parikotó, Parimitére, Pariri, Patamona, Pauxiâna, Pixaukó, Purukotó (Porokotó, Procotos), Sapará, Seregong, Surára, Taulipang, Teweyá, Tiseeighoto, Txirikun, Waiká, Waimiri, Waimiri Atroari, Waiwái, Waiymara, Wapixana, Waranakoâsena, Warekena (Arekêna, Uarequena, Uerequena, Werekena), Wayumará, Xamatari, Yabaana, Yanomami, Yauaperá.

## Santa Catarina
Bituruna, Botocudo, Gualatxí, Guanãná, Guarani, Guarani Mbiá, Kaingang, Karijó, Patos, Pinaré, Xokleng (Aweikoma).

## São Paulo
Cagoan, Croyás, Goyaná (Guaianá do Pirapytá), Guarani, Guarani Kaiwá, Guarani Mbiá, Guarani Nhandéva, Guayanán (Guayanã), Kaingang, Karijó, Kayapó, Krenak, Maionomi, Maramomim, Maromomi, Oti-Xavante (Oti), Porrudos, Purí, Puri-Coroado (Coroados), Terena, Tupi, Tupiguarani, Tupinambá, Tupinikin, Txiki.

## Sergipe
Aramuru, Boimé, Kaxágo, Natú, Romarí, Tupinambá, Xokó.

## Tocantins
Akroá, Apinayé, Avá (Avá-Canoeiros), Javaé (Javahé), Guarani, Karajá, Krahô, Xambioá, Xerente.